# Mesosa lata
Mesosa lata är en skalbaggsart som beskrevs av Stefan von Breuning 1956. Mesosa lata ingår i släktet Mesosa och familjen långhorningar. Inga underarter finns listade i Catalogue of Life.